# 피버쉬 핀켈
파이비시 핑컬(Fyvush Finkel, 본명: Philip Finkel, 1922년 10월 9일 ~ 2016년 8월 14일)은 미국의 배우이다.
맨해튼에서 사망하였다. 사인은 심근 경색이다.

## 출연 작품

### 영화
- 사랑과 슬픔의 맨하탄 (1990)
- 자유시대 (1991)
- 사랑 게임 (1993) - 밀턴 역
- 닉슨 (1995) - 머리 초트너 역
- The Brave Little Toaster Goes to Mars (1998)
- 시리어스 맨 (2009)

### 텔레비전
- 피켓 펜스 (1992-96) - 더글러스 웜보 역
- 보스턴 퍼블릭 (2000-04) - 하비 립슐츠 역